# Witheringia killipiana
Witheringia killipiana är en potatisväxtart som beskrevs av A. T. Hunziker. Witheringia killipiana ingår i släktet Witheringia och familjen potatisväxter. Inga underarter finns listade i Catalogue of Life.